# خبز الصودا

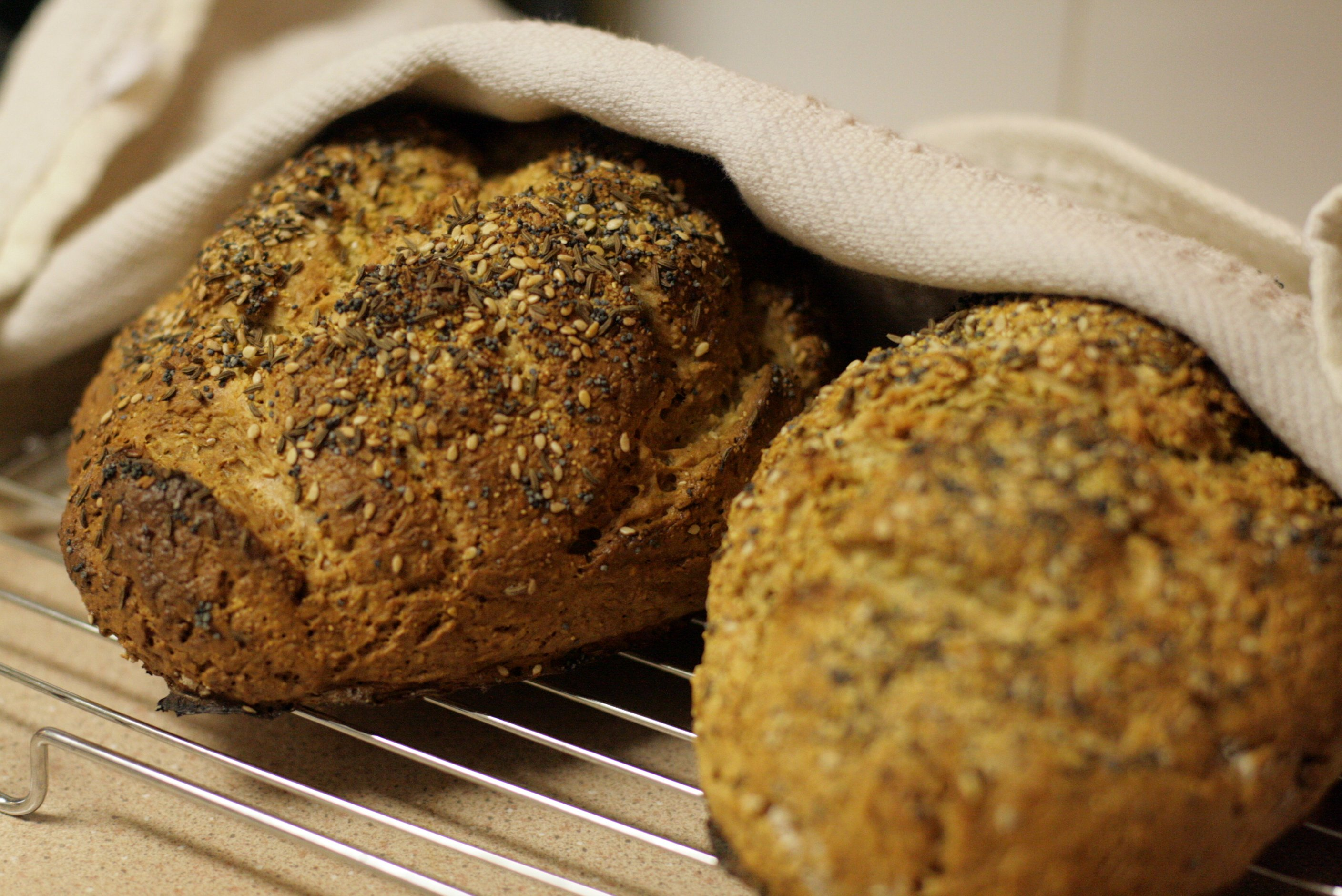
خبز صودا مخبوز منزلياً

خبز الصودا هو نوع من أنواع الخبز المعجل السريع يستخدم فيه مركب بيكربونات الصوديوم (صودا الخبز) على هيئة عامل نفاشية بديلاً عن الخميرة، وتعود جذور تاريخ هذا الخبز إلى إيرلندا.
يحضر هذا الخبز من عدة مكونات من الطحين الخشن وصودا الخبز والماء؛ كما يمكن أن يضاف إليه حبوب أخرى مثل الشوفان. وهو بالعادة لا يعجن، إذ يؤدي ذلك إلى تقسيته.